# Sinfonia n. 4 (Schumann)
La Sinfonia n. 4 in Re minore Op.120 è l'ultima Sinfonia pubblicata da Robert Schumann.

## Composizione
La composizione di quest'opera iniziò il 30 maggio 1841, immediatamente dopo la sua stessa prima sinfonia e si concluse il 9 ottobre; la sinfonia fu eseguita al Gewandhaus di Lipsia il 6 dicembre 1841.
Dopo questa prima esecuzione, Schumann mise da parte la partitura per dieci anni, quando nel 1851, dopo la pubblicazione della terza sinfonia, si mise a rielaborarla. La versione definitiva fu pronta nel 1853, quando il compositore soggiornava a Düsseldorf. La Sinfonia fu stampata successivamente a Lipsia.

## Movimenti
La Sinfonia si compone di quattro movimenti:
1. Moderatamente lento, Vivace
2. Romanza: Moderatamente lento
3. Scherzo (Vivace), Trio
4. Lento, Vivace, Più presto